# کارولا نیهر
کارولا نیهر (آلمانی: Carola Neher؛ ۲ نوامبر ۱۹۰۰ – ۲۶ ژوئن ۱۹۴۲) هنرپیشه و خواننده اهل آلمان بود. وی بین سال‌های ۱۹۲۰ تا ۱۹۳۱ میلادی فعالیت می‌کرد. او در زندانی در شوروی از دنیا رفت.
از فیلم‌ها یا برنامه‌های تلویزیونی که وی در آن نقش داشته‌است می‌توان به اپرای سه‌پولی اشاره کرد.